# ترموستات

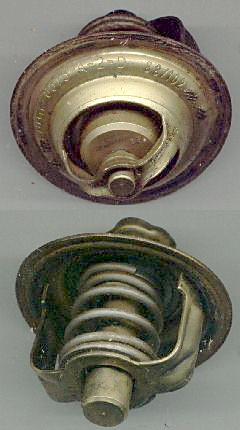
ترموستات یک خودرو

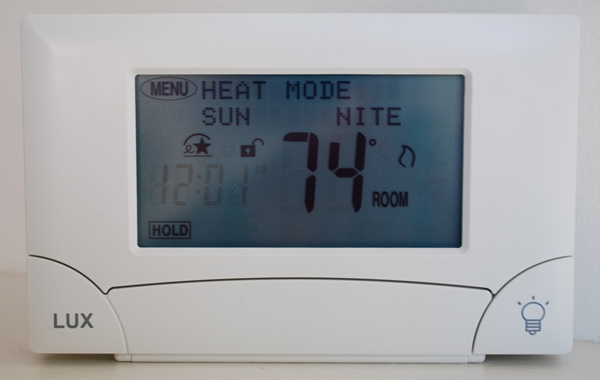
تصویر یک ترموستات دیجیتالی برای تنظیم دمای هوا

ترموستات یا دماپای دستگاهی است برای نگه داشتن دمای یک سامانه در یک محدوده مشخص به کار می‌رود. این کار به‌وسیله کنترل شارش انرژی گرمایی به درون یا به بیرون از سامانه صورت می‌گیرد. ترموستات به دو نوع دیجیتال و آنالوگ تقسیم می‌شود.

## ترموستات خودرو
ترموستات خودرو بین موتور و رادیاتور قرار دارد و هدف از بکارگیری آن، تثبیت دمای موتور احتراقی در محدوده بهینه است. هنگامی که دمای آب پایین است، ترموستات جریان آب به رادیاتور را مسدود کرده و مایع خنک کاری فقط در موتور گردش پیدا می‌کند. بدین ترتیب، هنگامی که موتور خودرو تازه روشن شده است، موتور در زمان کمی به محدوده دمای بهینه کاری می‌رسد. هنگامی که دمای موتور به محدوده بهینه برسد، ترموستات باز می‌شود و با باز شدن مسیر جریان آب به رادیاتور، از مایع خنک کاری دفع حرارت می‌شود تا دما بیش از حد بالا نرود.

### دمای ترموستات خودرو
ترموستات در دمایی مشخص باز می‌شود تا از بیش از حد گرم شدن مایع خنک کاری و موتور جلوگیری کند. این دما، بسته به نوع موتور و طراحی آن، متغیر است. معمولاً محدوده دمای ترموستات بین ۷۰ تا ۹۰ درجه سلسیوس است. با این وجود، در بازار خدمات پس از فروش، ترموستات با دمای کمتر از استاندارد هم وجود دارد و برخی در فصل‌های گرمتر و مناطق گرمتر، از ترموستات با دمای پایین‌تر استفاده می‌کنند.

### ایرادهای ترموستات
ترموستات وظیفه باز و بسته کردن مسیر جریان آب بین موتور و رادیاتور را دارد. از اینرو، خرابی ترموستات نیز به دوشکل قابل تصور است. اینکه ترموستات در وضعیت بسته گیر کرده باشد یا در وضعیت باز گیر کرده باشد. البته گیر کردن در وضعیت بسته به مراتب خطرناکتر است زیراکه اجازه خنک شدن به مایع خنک کاری داده نمی‌شود و دمای بیش از حد باعث آسیب رسیدن جدی به موتور (مثلا واشر سرسیلندر و سرسیلندر) می‌شود.
در گذشته، ترموستات‌ها در تابستان از اتومبیل برداشته می‌شدند تا بیش از حد گرم نشود. شاید حتی شنیده باشید که ترموستات تابستانی و زمستانی وجود داشته است! در تابستان برای جلوگیری از گرم شدن بیش از حد، ترموستاتی کم باز شونده، و در زمستان ترموستاتی با دهانه بالا نصب می‌شد تا ماشین به راحتی گرم شود. در خودروهای امروزی نیازی به چنین چیزی نیست و کارخانه‌ها تنها یک نوع ترموستات با درجه استاندارد تولید می‌کنند
ترموستات الکتریکی هر دستوری که از سمت سنسور دمایی دریافت می‌کند را با استفاده از جریان الکتریکی به رله مینیاتوری انتقال می‌دهد. با این کار سبب قطع و وصل شدن جریان الکتریکی می‌گردد.

### نگهداری ترموستات
ترموستات نیاز به سرویس دوره‌ای یا نگهداری خاصی ندارد. تنها موردی که باید رعایت نمود اینست که در سیستم خنک‌کاری از ضدیخ استفاده شود. در صورتی‌که در سیستم خنک‌کاری از ضدیخ استفاده نشده باشد، همه راهگاه‌ها و قطعات سیستم خنک‌کاری دچار زنگ‌زدگی و خوردگی می‌شود. ترموستات هم از این قاعده مستثنی نیست و در این صورت عملکرد ترموستات دچار اختلال می‌شود. البته این تأثیر در مدت زمان نسبتاً طولانی خود را نشان می‌دهد.

## کاربرد
ترموستاتها در موارد زیر به کار می‌روند:
1. دستگاه‌ها و سیستم‌های تأسیساتی
2. خودروها
3. لوازم خانگی
4. شوفاژ و لوله‌های بخاری

## دستگاه‌ها و سیستم‌های تأسیساتی
ترموستات‌ها در صنعت تأسیسات مکانیکی برای کنترل دمای آب یا هوا در سیستم‌های ایجاد برودت و حرارت به کار می‌روند. رادیاتورها، دیگ‌ها و فن کویل‌ها عمومی‌ترین دستگاه‌هایی هستند که برای کنترل دما از ترموستات استفاده می‌کنند.
در علوم هفتم (دوره اول متوسطه) کمی به دماپا یا ترموستات اشاره شده که برای مثال:
اگر فلزهای مس و آهن در کنار یکدیگر باشند (فلز مس روی فلز آهن باشد)، براثر حرارت فلز مس افزایش حجم بیشتر نسبت به فلز آهن دارد. در نتیجه مس به سمت پایین خم می‌شود.

## لوازم خانگی
یخچال
ترموستات به معنی Therm(دما) و stat(ثابت) است که برای ثابت نگه داشتن دمای یک محیط یا یک محفظه مانند یخچال طراحی شده است که این سیستم کاملاً مکانیکی بوده و به صورت اتوماتیک و بدون دخالت دست دمای داخل آن محیط را تنظیم کرده و به عبارتی نحوه تنظیم دما توسط ترموستات انجام می‌شود که به کمپرسور فرمان قطع و وصل شدن را صادر می‌کند مثلاً زمانی که اهرم ترموستات روی ۶ قرار گیرد تا زمانی که دمای یخچال به ۶ درجه نرسیده است ترموستات اجازه کار به کمپرسور را می‌دهد و زمانی که دمای یخچال به ۶ درج رسید به صورت اتوماتیک ترموستات کمپرسور را قطع می‌کند تا دما در این درجه ثابت شود.
در کولرهای گازی معمولاً ترموستات بالای صفر استفاده می‌شود و معمولاً بین ۱۶ درجه سانتیگراد تا ۳۰ درجه سانتیگراد است.

## ترموستات دیجیتال
با پیشرفت تکنولوژی از ترموستات برای کنترل هوشمند دمای منازل مسکونی و ادارات استفاده می‌شود. دیجیتال دمای مطلوب را از کاربر دریافت می‌کند و با دمای محیط مقایسه می‌نماید. سپس با توجه به اختلاف دمایی که اندازه‌گیری کرده و دمایی که کاربر برای آن مشخص نموده، سیستم‌های سرمایشی و گرمایشی از قبیل فن کویل، داکت اسپلیت، پکیج و غیره را کنترل می‌کند.